# 北川弘
北川 弘（きたがわ ひろむ、1991年〈平成3年〉10月16日 - ）は、日本のプロバスケットボール選手。滋賀県大津市出身。身長182cm、体重70kg。ポジションはポイントガード/シューティングガード。

## 来歴
田上クラブ（ミニバス）、大津市立南郷中学校、光泉高等学校出身。滋賀のバスケ強豪校である光泉高時代は、2008年高校2年時のウィンターカップで全国大会初出場、2009年高校3年時はインターハイ・ウィンターカップともに出場している。
2010年、スカウトされ日本体育大学へ進学、日体大グリズリーに所属する。大学1年からSGとして試合に出続け、2012年大学3年時のみPGにコンバートされるも怪我で離脱、復帰後再びSGとして活躍した。
2014年、広島ドラゴンフライズに入団。この年から新規参入した広島は将来を見据えて大卒選手を多く獲得しており、田中成也・柳川龍之介・坂田央・岡崎修司が同期入団となった。現在、北川弘選手を応援する私設応援団「ひろむ組」が存在する。
2018年、島根スサノオマジックに移籍。

## 記録
| シーズン    | チーム | GP | GS | MPG  | FG%  | 3P%  | FT%  | RPG | APG | SPG | BPG | TO  | PPG |
| ----------- | ------ | -- | -- | ---- | ---- | ---- | ---- | --- | --- | --- | --- | --- | --- |
| NBL 2014-15 | 広島   | 43 |    | 13.2 | .413 | .299 | .793 | 1.1 | 1.2 | 0.5 | 0.0 | 1.4 | 3.8 |
| NBL 2015-16 | 広島   | 42 |    | 15.1 | .352 | .278 | .756 | 1.1 | 1.1 | 0.4 | 0.0 | 1.0 | 4.5 |
| B2 2016-17  | 広島   |    |    |      |      |      |      |     |     |     |     |     |     |